# Miguel Carreón
Miguel Ángel Carreón Dorantes (Iguala, Guerrero; 6 de septiembre de 1976) es un exfutbolista mexicano que se desempeñó como defensa lateral y su último club profesional fue Pumas Morelos de la Primera División "A" de México. Canterano del Club Universidad Nacional, equipo de la Primera División Mexicana.

## Trayectoria

### Jugador
Nació el 6 de septiembre de 1976 en la ciudad de Iguala de la Independencia, Guerrero.
Cursó la educación básica en su ciudad natal y la media superior en el Distrito Federal UNAM. Desde su infancia se inició como futbolista en el Club Internacional de Iguala. A la edad de 16 años ingresó al fútbol profesional participando en las fuerzas básicas hasta llegar a la Primera División con Pumas de la UNAM, donde hizo su debut el 10 de septiembre de 1994 al jugar contra el Club León. Jugó siempre como Defensa lateral o interior izquierdo. Fue seleccionado nacional en Sub-17 (infantil) y Sub-20 (juvenil).
Participó durante 10 temporadas con el equipo Pumas de la UNAM, dos ligas en segunda división y ocho ligas en la Primera División. En 1999–2000 pasó al equipo Santos de Torreón, donde participó en cuatro temporadas hasta el 2002–2003 fue campeón con el Club Santos Laguna en el Verano 2001.
En 2003–2004 pasó al Toluca por una temporada y en 2005 regresó al Santos por seis meses. En 2006–2007 no jugó por una lesión en la pierna derecha. Participó en la apertura de temporada 2007–2008 con Pumas Morelos y se retiró.
Clubes
| Club                      | País   | Año         | Partidos | Goles | Media |
| ------------------------- | ------ | ----------- | -------- | ----- | ----- |
| Club Universidad Nacional | México | 1994 - 1999 | 158      | 2     | 0.01  |
| Club Santos Laguna        | México | 1999 - 2003 | 105      | 1     | 0.01  |
| Deportivo Toluca          | México | 2003 - 2004 | 19       | 0     | 0     |
| Club Santos Laguna        | México | 2004        | 5        | 0     | 0     |
| Lobos de la BUAP          | México | 2005 - 2006 | 20       | 2     | 0.1   |
| Pumas Morelos             | México | 2007        | 7        | 0     | 0     |

### Campeonatos nacionales
| Título        | Club          | País   | Año  |
| ------------- | ------------- | ------ | ---- |
| Torneo Verano | Santos Laguna | México | 2001 |